# Succubus

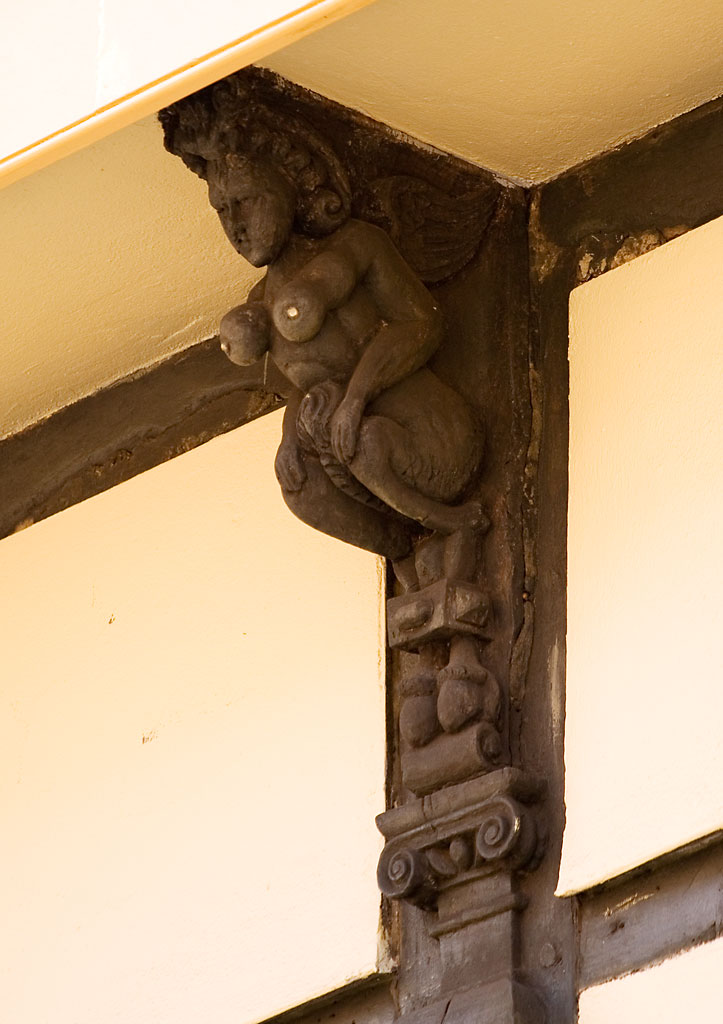
Succubus, 16e eeuw

Een succubus (Latijn: succubare, (er) onder liggen, meervoud: succubi) was in een middeleeuws joods-christelijk volksgeloof een vrouwelijke demon die zich voedt met de energie of het mannelijke zaad van haar slachtoffers. De mannelijke tegenhanger heet een incubus (Latijn: incubare, er op liggen, meervoud: incubi) en zoekt vrouwelijke slachtoffers.
Lilith wordt vaak gezien als de moeder van de succubus.

## Oorsprong
Het geloof in de succubi kan gevoed zijn door verschillende onbegrepen fenomenen, bijvoorbeeld het ontstaan van een natte droom of de onwillekeurige oogbewegingen gedurende de remslaap. Een andere verklaring is de slaapverlamming, waarbij iemands spieren verlamd zijn en hallucinaties kunnen ontstaan waarbij men de indruk heeft dat iemand op de borst zit of er een kwaadaardige aanwezigheid is. Uit een seksuele (natte) droom gevolgd door slaapverlamming met een hallucinatie dat iemand op de borst zit zou al snel de conclusie getrokken kunnen worden door een geest of demon verkracht te zijn.

## Beschrijvingen
In de 5e eeuw schreef Augustinus van Hippo in zijn De Civitate Dei: "Het is een wijdverbreid geloof dat bosgoden en faunen, doorgaans incubi genoemd, herhaaldelijk vrouwen hebben lastiggevallen en met hen gecoïteerd hebben."
In de 13e eeuw schreef Albertus Magnus dat "er plaatsen waren waar een man 's nachts nauwelijks kon slapen zonder door een succubus te worden lastiggevallen." Geslachtsgemeenschap werd zonder meer als walgelijk gezien, omdat de erfzonde zo werd doorgegeven. Alleen mindere duivels moesten dit vieze werk opknappen. Omdat duivels alleen maar over een aangenomen, luchtachtig lichaam konden beschikken, konden uit het geslachtsverkeer tussen een vrouw en een (mannelijke) incubus geen kinderen voortkomen. Daarom bezocht volgens Thomas van Aquino een (vrouwelijke) succubus een man, die onvrijwillig zijn zaad af moest staan. Dit werd door de succubus opgevangen en aan een incubus gegeven. Deze bracht dat in bij een heks die vrijwillig en wellustig meewerkte. Hierdoor zou een nieuwe generatie heksen ontstaan.